# Friedhelm Hofmann
Friedhelm Hofmann, né le 12 mai 1942 à Cologne) est un évêque catholique allemand, évêque de Wurtzbourg de 2004 à 2017.

## Source, notes et références
1. ↑  (de) Biographie par le diocèse de Würzburg

- (de) Cet article est partiellement ou en totalité issu de l’article de Wikipédia en allemand intitulé « Friedhelm Hofmann » (voir la liste des auteurs).
- (de) « Publications de et sur Friedhelm Hofmann », dans le catalogue en ligne de la Bibliothèque nationale allemande (DNB).